# Règlement national d'urbanisme

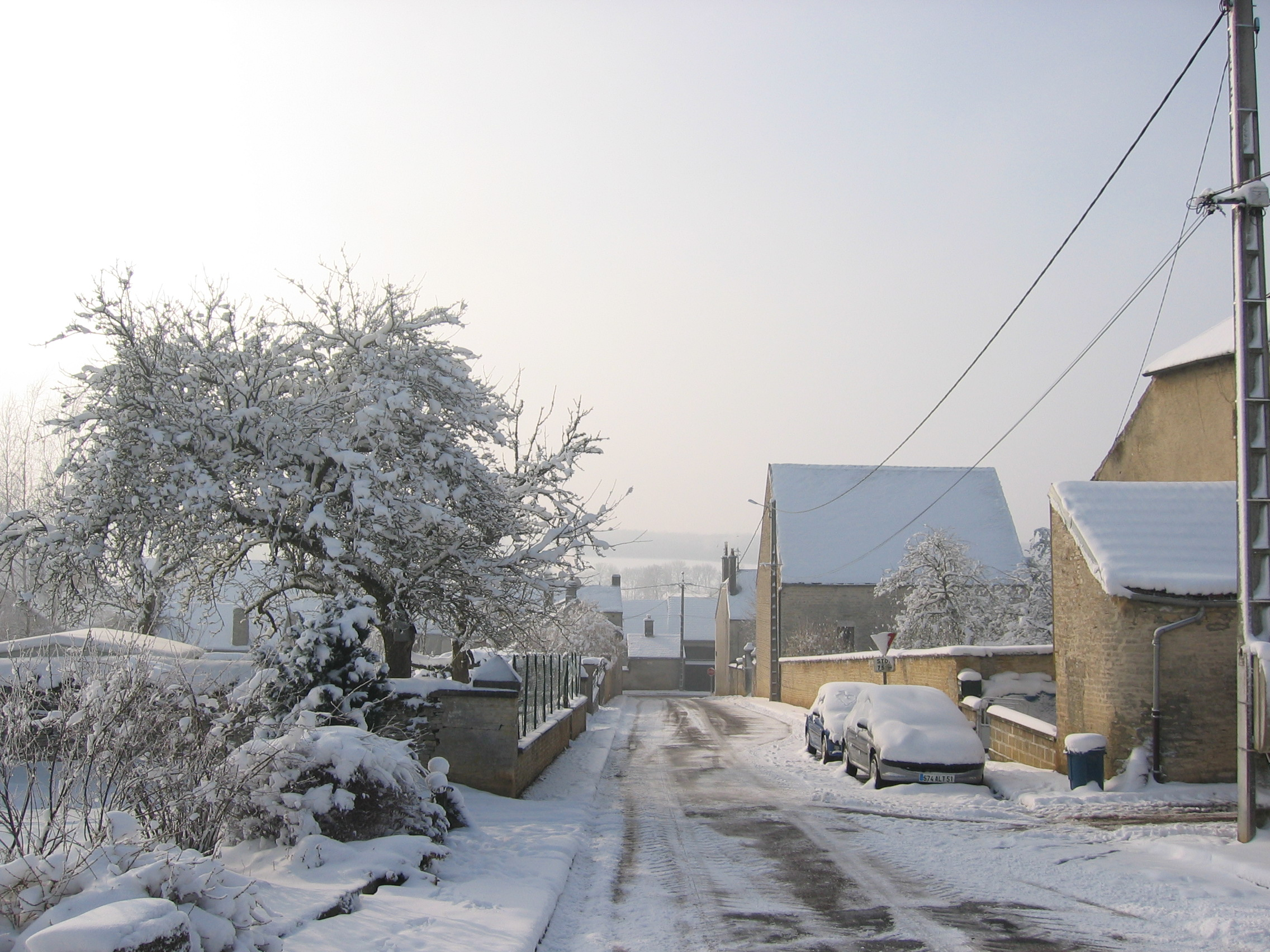
De nombreux villages ont une faible pression foncière, et ne ressentent pas le besoin de se doter d'un document d'urbanisme.
Ils sont alors soumis au Règlement national d'urbanisme.

Le droit de l'urbanisme en France prévoit de nombreux outils pour réglementer la construction.
Dans les villes et villages ne disposant ni d'un plan local d'urbanisme, ni d'une carte communale, ni d'un document en tenant lieu, ces dispositions sont fixées par le règlement national d'urbanisme. Il s'agit d'ailleurs d'une dénomination inexacte, puisque le Règlement national d'urbanisme comporte depuis 1975 des dispositions légales et non plus uniquement réglementaires comme antérieurement.
« Les règles générales applicables, en dehors de la production agricole, en matière d’utilisation du sol, notamment en ce qui concerne la localisation, la desserte, l’implantation et l’architecture des constructions, le mode de clôture et la tenue décente des propriétés foncières et des constructions, sont déterminées par des décrets en Conseil d’État. »
— Alinéa 1 de l'article L. 111-1 du code de l'urbanisme
Ces règles générales sont codifiées aux articles R. 111-1 à R. 111-24 du code de l'urbanisme.

## La règle de la constructibilité limitée
Une des dispositions législatives essentielles des communes soumises au RNU est la règle dite de la constructibilité limitée : 
« En l'absence de plan local d'urbanisme ou de carte communale opposable aux tiers, ou de tout document d'urbanisme en tenant lieu, seules sont autorisées, en dehors des parties actuellement urbanisées de la commune :

1. L'adaptation, le changement de destination, la réfection ou l'extension des constructions existantes ;
2. Les constructions et installations nécessaires à des équipements collectifs, à la réalisation d'aires d'accueil ou de terrains de passage des gens du voyage, à l'exploitation agricole, à la mise en valeur des ressources naturelles et à la réalisation d'opérations d'intérêt national ;
3. Les constructions et installations incompatibles avec le voisinage des zones habitées et l'extension mesurée des constructions et installations existantes ;
4. Les constructions ou installations, sur délibération motivée du conseil municipal, si celui-ci considère que l'intérêt de la commune, en particulier pour éviter une diminution de la population communale, le justifie, dès lors qu'elles ne portent pas atteinte à la sauvegarde des espaces naturels et des paysages, à la salubrité et à la sécurité publique, qu'elles n'entraînent pas un surcroît important de dépenses publiques et que le projet n'est pas contraire aux objectifs visés à l'article L. 110 et aux dispositions des chapitres V et VI du titre IV du livre Ier ou aux directives territoriales d'aménagement précisant leurs modalités d'application »

— Article L. 111-1-2 du Code de l'urbanisme
Compte tenu de la quasi-impossibilité de construire hors des villages et hameaux constitués dans les communes ne disposant pas d'un document d'urbanisme, celles-ci sont, de fait, fortement incitées à se doter d'un tel outil de planification, malgré le coût des études nécessaires  à son élaboration.

## Les dispositions réglementaires du RNU
Chaque règle du RNU permet de limiter le droit pour le constructeur de réaliser une construction lorsque celle-ci porterait atteinte à un intérêt public d'urbanisme, d'hygiène ou de sécurité et salubrité. 
Ces règles, réparties en 3 sections, sont les suivantes

### Section I: Localisation et desserte des constructions
- L'article R. 111-2 du code de l'urbanisme protège la salubrité ou la sécurité publique.
- L'article R. 111-3 du code de l'urbanisme permet d'interdire ou de limiter les constructions pour les protéger du bruit ou d'autres nuisances graves.
- L'article R. 111-4 du code de l'urbanisme protège les sites et vestiges archéologiques
- Les articles R. 111-5 et R. 111-6 du code de l'urbanisme permettent de réglementer les accès, voiries et aires de stationnement afin qu'ils soient adaptés au trafic prévisible et ne soient pas dangereux.
- L'article R. 111-7 du code de l'urbanisme permet d'imposer des espaces verts, voire des aires de jeux, proportionnés à l'importance de l'immeuble.
- Les articles  R. 111-8, R. 111-9, R. 111-10, R. 111-11  et R. 111-12  du code de l'urbanisme sont relatifs à l'adduction en eau potable et à l'assainissement des eaux usées.
- L'article R. 111-13 du code de l'urbanisme permet d'interdire ou de réglementer les constructions qui, par leur importance, occasionneraient des dépenses excessives pour la collectivité (création de nouveaux équipements ...).
- L'article R. 111-14 du code de l'urbanisme limite la construction en complément de la règle de constructibilité limitée, afin de préserver les espaces naturels, et de favoriser les activités agricoles, forestières ou minières.
- L'article R. 111-15 du code de l'urbanisme limite la construction pour des raisons de protection de l'environnement.

### Section II: implantation et volume des constructions
- L'articleR. 111-16 réglemente l'implantation des bâtiments sur le même terrain, afin de protéger les vues et l'éclairement des locaux.
- L'article R. 111-17 du code de l'urbanisme réglemente l'implantation et la hauteur des constructions par rapport à la voie publique (ou privée), de manière à garantir la règle dite du H (hauteur) =) L (Largeur) : la hauteur d'un bâtiment doit être au plus égale à la distance entre : 
  - ce bâtiment et la voie
  - plus celle de la voie.

de manière que l'ambiance de la voie soit dégagée et d'éviter le sentiment d'enfermement des anciennes rues étroites bordées de bâtiments hauts.
- L'article R. 111-18 du code de l'urbanisme réglemente l'implantation et la hauteur des constructions par rapport aux limites parcellaires autres que celles donnant sur une voie publique ou privée. L'implantation par rapport aux limites séparatives doit respecter L=H/2 minimum 3 m.
- Article *R111-18 Modifié par Décret n°2007-18 du 5 janvier 2007 - art. 1 JORF 6 janvier 2007 en vigueur le 1er octobre 2007

À moins que le bâtiment à construire ne jouxte la limite parcellaire, la distance comptée horizontalement de tout point de ce bâtiment au point de la limite parcellaire qui en est le plus rapproché doit être au moins égale à la moitié de la différence d'altitude entre ces deux points, sans pouvoir être inférieure à trois mètres.
- L'article R. 111-19 du code de l'urbanisme organise le régime de mise en conformité des constructions existantes par rapport aux dispositions précédentes
- L'article R. 111-20 du code de l'urbanisme organise un régime de dérogations aux règles des articles R 111-16 à 19, en fonction des usages locaux.

### Section III: aspect des constructions
- L'article R. 111-21 permet de refuser le permis ou d'imposer des prescriptions spéciales pour des raisons d'esthétique.
- L'article R. 111-23 permet de favoriser les mesures en faveur de  l'utilisation de matériaux renouvelables ou de matériaux ou procédés de construction permettant d'éviter l'émission de gaz à effet de serre, à l'installation de dispositifs favorisant la retenue des eaux pluviales ou la production d'énergie renouvelable.

## Coexistence du RNU et d'undocument d'urbanisme
Les dispositions réglementaires du RNU s’imposent dans toutes les communes qui ne disposent ni d’un Plan local d'urbanisme (PLU) rendu public ou approuvé, ni d’un document ayant la même fonction, puisque ces documents d'urbanisme ont précisément pour fonction de définir des règles mieux adaptées aux réalités et aux besoins locaux que le RNU qui s'applique par définition de la même manière en pays de bocage ou pour les villages rue, dans le nord de la France comme dans le midi ou encore en Guadeloupe, alors que les habitudes urbaines sont très différentes.
Certaines dispositions du RNU
demeurent malgré tout applicables sur les territoires couverts par un document d'urbanisme, afin de permettre de refuser ou de n'accorder un permis de construire que sous réserve de prescriptions spéciales, en matière d'esthétique et de respect du patrimoine, de sécurité routière, de prévention des nuisances.